# Lucius Spengler
Lucius Spengler (* 8. Oktober 1858 in Davos; † 12. Februar 1923 ebenda) war ein Schweizer Mediziner und Spezialist für Lungenerkrankungen.

## Leben und Wirken

Sanatorium Schatzalp kurz nach der Eröffnung 1900

Anzeige in der Davoser Zeitung 1910

Lucius Spengler war Sohn des Pioniers der Davoser Höhenkuren, Alexander Spengler, und Bruder von Carl Spengler. Er besuchte die Volksschule in Davos, die Kantonsschule in Chur und studierte von 1878 bis 1885 Medizin an den Universitäten Zürich, Tübingen und Heidelberg. Von 1885 bis 1887 war er Assistent zunächst bei Oskar Wyss an der Poliklinik, dann bei Rudolf Ulrich Krönlein an der Chirurgischen Klinik in Zürich. 1887 wurde Spengler an der Universität Zürich promoviert. Im selben Jahr liess er sich mit eigener Praxis in Davos Platz nieder, von wo aus er sich als Tuberkulosearzt bald einen internationalen Namen schuf.
Spengler gehörte wie sein Freund Max Cloëtta zu dem Spezialistenkreis, der sich 1910 für Ferdinand Sauerbruch (der Erfinder einer Unterdruckkammer für Operationen am offenen Brustkorb, etwa bei Tuberkulosekranken) als Nachfolger Krönleins einsetzte.
Er heiratete Helene Christina Holsboer, die Tochter von Willem Jan Holsboer. Das Ehepaar Lucius und Helene Spengler-Holsboer wohnte in der Villa Fontana.

### Sanatorium Schatzalp
Das letzte große Projekt Willem Jan Holsboers war der Sanatoriumsbau auf der Schatzalp. Gemeinsam mit seinen Schwiegersöhnen Lucius Spengler und Eduard Neumann plante Holsboer das Luxussanatorium Schatzalp. Mit diesem Bau auf 1865 Metern Höhe sollte etwas noch «nie Dagewesenes» geschaffen werden. Seiner Zeit voraus, wurde auf Schatzalp das erste Flachdach mit Ablauf durch das Hausinnere gebaut. Bodenheizung sowie fließendes Kalt- und Warmwasser in jedem Zimmer waren weitere Neuerungen. Ein hydraulischer Aufzug, eine meteorologische Station, eine Standseilbahn mit Gleichstromantrieb und elektrisches Licht wurden Standard.
Nachdem Holsboer 1898 verstorben war, übernahm Lucius Spengler die Projektleitung. Weihnachten 1900 eröffnete er diese Musteranstalt, die er bis zu seinem Tode als Chefarzt leitete. Von Anfang an gehörte auch Spenglers Schwager Eduard Neumann zur ärztlichen Leitung des Hauses.
Spengler und Neumann veröffentlichten als Spezialisten für Therapieverfahren bei Lungentuberkulose zahlreiche Fachartikel und schufen sich einen internationalen Ruf.
Die Unterbringung im Sanatorium Schatzalp Davos kostete 1910 täglich 14,50 Schweizer Franken. Inklusive sieben (!) Mahlzeiten am Tag, medizinischer Versorgung, Dusche, Bad, Heizung und elektrischem Licht. Nach heutigem Wert sind das ca. 60 €uro. Eine entsprechende Annonce erschien 1910 in der Davoser Zeitung. Herausgeber der Zeitung war Hugo Richter, jener Buchhändler aus Königsberg, der 1865 als einer der ersten Winterkurgäste nach Davos reiste, wo er sich rasch erholte. Die Kunde von seiner Heilung machte Davos rasch berühmt.

### Therapeutischer Pneumothorax
Spengler gehört zu den Pionieren des künstlichen Pneumothorax. Nach ihm sind die Spenglerschen Exsudate benannt. Historisch ist der künstlich angelegte Pneumothorax als Therapieverfahren bei Lungentuberkulose bekannt. Dieses Verfahren wurde nach der Entwicklung effektiver Antibiotika wieder verlassen.

### Bekannte Patienten
Als Ernst Ludwig Kirchner 1917 nach Davos kam, wurde er vor allem von der «Frau Doktor» Spengler psychisch betreut. Kirchner beschrieb sie in seinem Tagebuch als hingebungsvolle, gütige Frau. 
Kirchner wurde von Lucius Spengler ärztlich betreut. Dessen Rigorosität und Kirchners eisernem Willen war es zu verdanken, dass er 1921 von Medikamenten entwöhnt war. Diese Entwöhnung war der Beginn einer gesundheitlich stabilen Phase. Ab Mitte der 1920er-Jahre litt Kirchner allerdings zunehmend unter den harten Wintern in Davos, die seiner Gesundheit zusetzten. 
Lucius Spenglers älteste Tochter Charlotte heiratete den Philosophen Eberhard Grisebach, der mit Ernst Ludwig Kirchner befreundet war und über ihn publizierte.
Spenglers Tochter Helene heiratete 1916 Oscar junior Miller aus Solothurn. Der Vater Oscar Miller war Direktor der Papierfabrik Biberist und Kunstmäzen und betätigte sich gleichzeitig als Sammler zeitgenössischer Kunst. Dadurch lernten sie die Familie Spengler-Holsboer in Davos kennen.